# کنت تیلور
کنت تیلور (انگلیسی: Kent Taylor؛ ۱۱ مهٔ ۱۹۰۷ – ۱۱ آوریل ۱۹۸۷) یک هنرپیشه اهل ایالات متحده آمریکا بود.